# Carići
Carići (Troglodytidae) su familija uglavnom malih, smeđih ptica pevačica uglavnom iz Novog sveta. Ova familija obuhvata 88 vrsta podeljenih u 19 rodova. Jedino evrоazijski carić obitava u Starom svetu, gde je u anglofonskim regionima obično poznat kao wren. To ime je primenjeno i na druge, nesrodne ptice, posebno na Novom Zelandu (Acanthisittidae) i u Australiji (Maluridae).
Većina carića su mali i prilično neupadljivi, osim njihovih glasnih i često složenih pesama. Primetni izuzeci su relativno veliki pripadnici roda Campylorhynchus, koji mogu biti prilično smeli u svom ponašanju. Carići imaju kratka krila koja su kod većine vrsta štraftasta i često drže repove uspravno. Koliko je poznato, carići su uglavnom insektovorni, jedu insekte, pauke i druge male zglavkare, mada mnoge vrste jedu i biljnu materiju, a neke konzumiraju male žabe i guštere i mnoge druge vodozemace.

## Taksonomija i sistematika
Sudeći prema nedavnim nalazima taksonomija nekih grupa je veoma složena, i moguće je da će doći do daljih razdvanjanja nivoa vrsta. Dodatno, poznato je da postoje neopisani taksoni.  je jedna enigmatična vrsta koja je tradicionalno grupisana među cariće više zbog nedostatka podesnije alternative i/ili detaljnih izučavanja. Nedavno je utvrđeno da je verovatno bliža pojedinim crvenoglavkama, kao što je novouspostavljena familija Locustellidae, i da možda sačinjava monotipsku familiju.

## Literatura
- Mann, Nigel I.; Barker, F. Keith; Graves, Jeff A.; Dingess-Mann, Kimberly A.; Slater, Peter J. B. (2006). „Molecular data delineate four genera of "Thryothorus" wrens”. Molecular Phylogenetics and Evolution. 40: 750—759. PMID 16750640. doi:10.1016/j.ympev.2006.04.014.
- Martínez Gómez, Juan E.; Barber, Bruian R.; Peterson, A. Townsend (2005). „Phylogenetic position and generic placement of the Socorro Wren (Thryomanes sissonii)” (PDF). Auk. 122 (1): 50—56. doi:10.1642/0004-8038(2005)122[0050:PPAGPO]2.0.CO;2. Архивирано из оригинала (PDF) 17. 12. 2008. г. Приступљено 23. 08. 2019. [English with Spanish abstract]